# Acordul comercial de combatere a contrafacerii

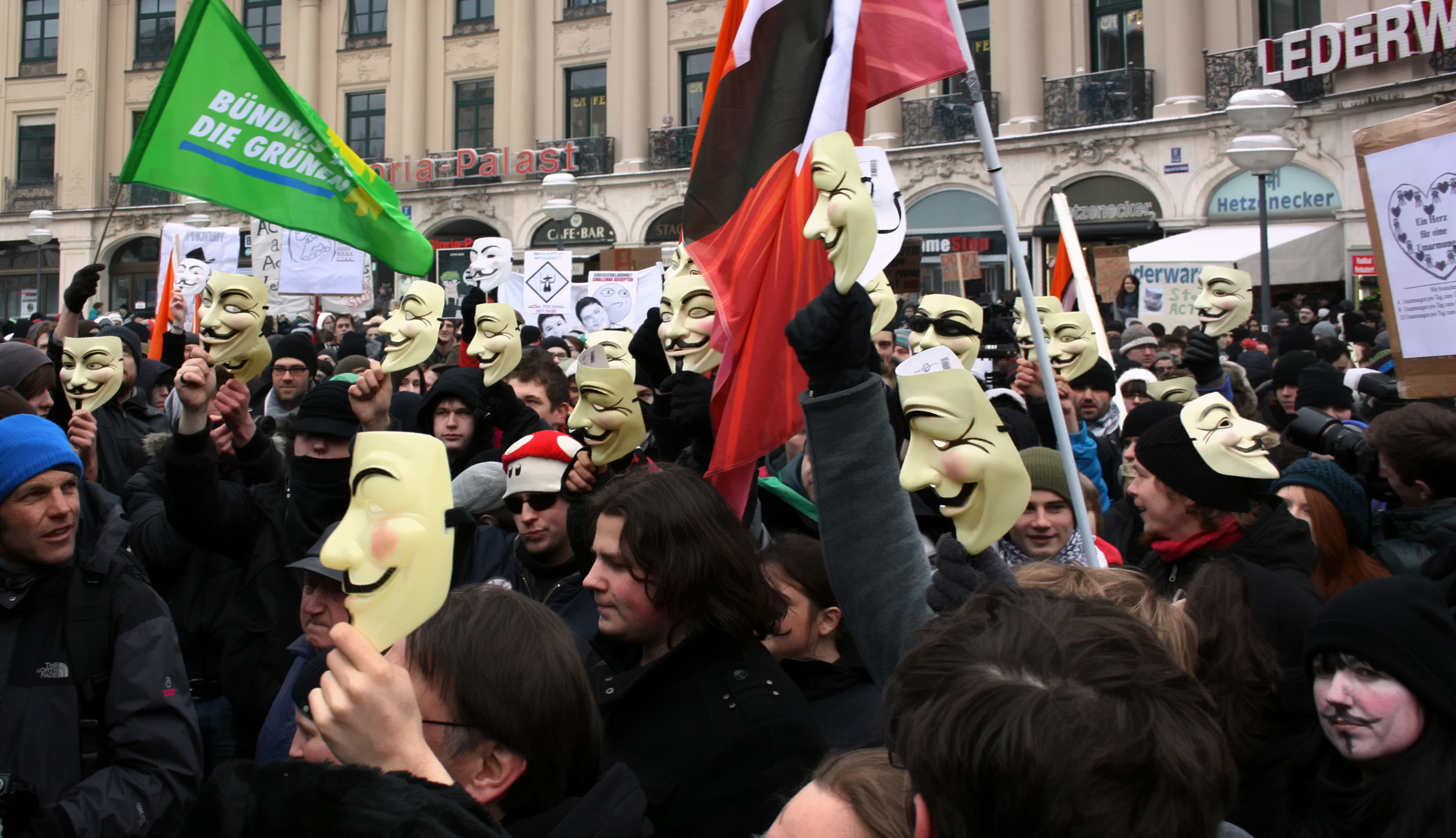

Acordul comercial de combatere a contrafacerii (sau ACCC; în engleză: Anti-Counterfeiting Trade Agreement, abreviat ACTA) este un tratat comercial plurilateral propus ca răspuns la „creșterea globală a comerțului cu bunuri contrafăcute și lucrări protejate de drepturi de autor”. Domeniul de aplicare al ACTA este larg, și include contrafacerea bunurilor fizice cât și „distribuirea prin internet și tehnologia informației”.
În octombrie 2007 Statele Unite, Comunitatea Europeană, Elveția și Japonia au anunțat că vor negocia ACTA. Mai mult, următoarele țări s-au alăturat negocierilor:  Australia, Coreea de Sud, Noua Zeelandă, Mexic, Iordania, Maroc, Singapore, Emiratele Arabe Unite și Canada.
Negocierile ACTA au fost secrete până pe 22 mai 2008 când un document despre tratatul propus a fost publicat pe Wikileaks, iar în scurt timp și ziarele au scris despre negocierile secrete.
Din 23 august 2011, textul acordului se regăsește oficial pe site-ul Comisiei Europene. Acesta este disponibil în toate limbile oficiale ale Uniunii Europene și conține 51 de pagini. Titlul oficial al documentului este Acord comercial de combatere a contrafacerii între Uniunea Europeană și statele membre ale acesteia, Australia, Canada, Japonia, Republica Coreea, Statele Unite Mexicane, Regatul Maroc, Noua Zeelandă, Republica Singapore, Confederația Elvețiană și Statele Unite ale Americii.
Pe 4 iulie 2012, Parlamentul European a respins în mod definitiv tratatul ACTA, anulând astfel posibilitatea ca Uniunea Europeană să ratifice acest acord internațional controversat care, în opinia criticilor săi, amenință libertățile individuale, în special cele legate de internet.

## Cadrul legal
ACTA ar trebui să stabilească un nou cadru legal internațional căruia țările i se pot alătura voluntar  ].

## Negocieri
Negocierile ACTA sunt purtate în secret  și nu sunt conduse de nici o organizație internațională.

## Clauze
Deși titlu tratatului sugerează că înțelegerea acoperă doar contrafacerea bunurilor fizice (cum ar fi medicamentele), acordul va avea un domeniu mai larg, incluzînd infracțiunile privind încălcarea drepturilor de autor în contextul „distribuției prin internet și tehnologia informației”..

## Cooperarea ISP
Documentul scurs include o clauză de obligare a furnizorilor de servicii internet să ofere informații despre suspecții de încălcare a copyright-ului fără mandat judecătoresc, facilitând astfel industriei muzicale intentarea de procese și suspendarea siturilor necomerciale de BitTorrent precum The Pirate Bay..

### Decizia Curții Europene de Justiție
Curtea de Justiție a Uniunii Europene a decis pe 16 februarie 2012 că administratorul unei rețele online (provider-ul) nu poate impune o supraveghere a utilizatorilor pentru prevenirea utilizării ilicite a materialelor audio și video. Această decizie este motivată de încălcarea unor drepturi precum dreptul la protecția datelor cu caracter personal, dar și libertatea de a primi și de a transmite informații. Toate aceste drepturi sunt protejate prin Carta drepturilor fundamentale a Uniunii Europene.
Decizia a fost luată după ce Instanța din Belgia a sesizat Curtea Europeană solicitând să se stabilească dacă dreptul Uniunii interzice emiterea unei somații de către o instanță națională către un provider de internet, prin care acesta să organizeze un sistem de filtrare a informațiilor de pe servere sosite de la utilizatori. Solicitarea instanței belgiene a venit în urma procesului derulat între asociația autorilor, compozitorilor și editorilor (SABAM) și Netlog.

## Controlul frontalier
Articolele din ziare indică faptul că acordul propus ar da dreptul autorităților care răspund de securitatea aeroporturilor și a frontierelor internaționale să facă cercetări din oficiu ale laptopurilor, playerelor MP3 și telefoanelor mobile pentru a descoperi conținut multimedia piratat. Călătorii ar primi o amendă și li s-ar confisca sau distruge aparatele.

### RIAA
RIAA sprijină și oferă sfaturi cu privire la crearea ACTA.

### Uniunea Europeană

#### Parlamentul European
Comisia Europeană încearcă să obțină un mandat de la Parlamentul European pentru a purta negocierile.

#### Consiliul Uniunii Europene
Pe 25 septembrie 2008, consiliul a adoptat o rezoluție ostentativ pro-ACTA.

## Critici

### Caracterul conspirativ al negocierilor
Electronic Frontier Foundation se opune ACTA, și cere mai multă lumină asupra tratatului propus. Începând din mai 2008 documente despre ACTA au început să fie publicate pe Wikileaks, iar articole în ziare au apărut imediat după aceasta..

### Confidențialitate
Fundația pentru software liber susține că ACTA va crea o cultură a supravegherii și suspiciunii.

### Amenințare asupra software-ului liber
Fundația pentru software liber a publicat "Speak out against ACTA" (din engl. Opunere la ACTA), declarînd că ACTA amenință software-ul liber.

## Cereri de publicare a conținutului
În septembrie 2008 un număr de grupuri de interese au solicitat părților negociatoare ale ACTA să facă public textul acordului. Grupurile de interese includ:Consumers Union, Electronic Frontier Foundation, Essential Action, IP Justice, Knowledge Ecology International, Public Knowledge, Global Trade Watch, the US Public Interest Research Group, IP Left (Korea), the Australian Digital Alliance, Canadian Library Association, Consumers Union of Japan, National Consumer Council (UK) și Doctors without Borders' Campaign for Essential Medicines.
În noiembrie 2008 FFII a numit clar 12 documente a căror publicare o cere. Cererea a primit răspuns negativ de la consiliul UE, spunînd că „publicarea informației ar pune piedici desfășurării eficiente a negocierilor și ar putea afecta relațiile cu părțile implicate”. EFII a spus că deși cazul ar putea fi câștigat în instanța Curții Europene de Justiție,procesul ar putea dura mulți ani.